# Pewel Wielka Centrum
Pewel Wielka Centrum – przystanek kolejowy w Pewli Wielkiej, w województwie śląskim, w powiecie żywieckim. 
Przystanek został oddany do użytku w 1983 roku. Ruch pociągów REGIO Przewozów Regionalnych (obecnie Polregio) przez przystanek został wznowiony od rozkładu jazdy 2016/2017.

## Ruch pasażerski
| Rok  | Wymiana pasażerska na dobę |
| ---- | -------------------------- |
| 2017 | 0-9                        |
| 2022 | 0-9                        |